# 丸毛兼利
丸毛 兼利（まるも かねとし）は、安土桃山時代から江戸時代初期の武将、大名。豊臣秀吉の家臣。諱は多数伝わり、親吉（ちかよし）、安職（やすもと）、兼頼（かねより）、長隆（ながたか）など。通称は三郎兵衛で、丸毛三郎兵衛としても知られる。名字は「丸茂」とも書いた。

## 略歴
美濃国多芸郡の国衆である丸毛光兼（長照）の子。
初め父とともに斎藤龍興に仕えていたが、永禄10年（1567年）頃に織田信長に転じ、永禄12年（1569年）の伊勢大河内攻めに参加。以後『信長公記』では、光兼（兵庫頭）と兼利（三郎兵衛）はしばしば親子で諸将らと列している。
天正元年（1573年）7月、将軍足利義昭の拠る山城槇島城攻略戦にも親子で参加し、同年8月の越前の朝倉義景征伐のときには、同じく親子で諸将と共に近江大嶽城に置かれた。
天正2年（1574年）正月に前波吉継が越前一揆に敗死したため、羽柴秀吉ら諸将が敦賀まで出陣したときにも、親子の名前がある。同年7月の第三次伊勢長島攻めにも参加して、信長の指揮下で戦った木下秀長ら先手衆の中に親子の名前がある。谷口克広は、彼らの身分は信長の馬廻であったろうとしている。
天正10年（1582年）の本能寺の変の後は、羽柴秀吉（豊臣秀吉）に属した。
天正12年（1584年）の小牧・長久手の役に従軍。多芸に出陣した秀吉は竹ヶ鼻城攻略の翌日である6月11日に養老郡（多芸郡）直江村に砦（直江城）を築かせて兼利（長隆）を入れた。
天正15年（1587年）3月、九州の役に従軍して、後備で100人を率い、城戸十乗坊（木戸十乗坊）と豊前門司城を警備した。
天正18年（1590年）、小田原の役に従軍して200騎を率いた。
なお、天正11年か天正17年（1589年）に美濃福束城主に戻る。『慶長4年諸侯分限帳』によると2万石を知行している。『美濃明細記』でも福束城２万石とある。
慶長5年（1600年）の関ヶ原の役では、石田三成の誘いに応じて西軍に与した。西軍主力の入った大垣城に兵糧を運ぶため、あるいは後詰めのために、兼利は福束城に立て籠もった。福島正則（当時、清洲城主）の指揮下で西上する東軍に加わっていた横井伊織は、尾張赤目（赤目城）の住人で、兼利とは長年の知り合いだったので石田派から離れて東軍につくように説得したが、断られた。8月16日、東軍の市橋長勝（今尾城主）と徳永寿昌（松ノ木城主）と横井勢は、加知川（長良川）を船で渡って攻め寄せてきたが、兼利は小勢を恐れずに水際でこれを迎え撃った。近隣の西軍大名の伊藤盛正（大垣城主※）と武光忠棟（長松城主）が加勢にきて、さらに前野忠康・高野越中守・武藤左京亮・雑賀内膳ら三成家臣の石田勢もこれに加わった。しかし大河を挟んだ戦いであったために、決着がつかなかった。市橋長勝は一計を案じ、16日夜半に家臣を密かに渡して、村々に放火して混乱させ、合図を送って夜襲を行った。西軍諸隊は狼狽して逃走してしまい、兼利は丸毛勢だけで福束城を守ろうとしたが、落城したので、17日夕方に城を放棄して大垣城に撤退した。

### 関ヶ原以後
関ヶ原の西軍敗戦で兼利は改易された。福束城は市橋長勝が城番し、戦後に破却を命じられている。
戦後、加賀に逃れて前田利常に仕えて2,000石を領した。晩年は剃髪して道和を称した。
正保4年（1647年）に死去。これだと90歳から100歳近い異常な長命ということになるが、『木村発家蔵系譜』では、丸毛親吉を慶長5年8月17日に陣没としており、その子の兼利を正保4年卒に作っていて、2代の業績とする異説を示している。何れにしても、この子孫は加賀藩藩士として続いた。
弟利勝（五郎兵衛）は、早くから徳川家康に仕えていて、江戸時代にはこの系譜は多数の系統に分かれて、旗本丸毛氏として続いた。

## 登場作品
漫画/アニメ
- 『丸毛戦記 : 福束城主・丸毛兼利奮戦記』